# Grande Mesquita de Bamaco
A Grande Mesquita de Bamaco é uma mesquita no centro da cidade de Bamaco, capital do Mali. Construída no local de uma mesquita de adobe pré-colonial, a atual mesquita foi construída com fundos do governo da Arábia Saudita em finais da década de 1970. Uma das estruturas mais altas em Bamaco, a mesquita está situada a norte do rio Níger, perto do Mercado Central de Bamaco (Grand Marché) e da Catedral de Bamaco, da época colonial. Com os seus altos minaretes de cimento, construída em torno de uma estrutura central do tipo praça, a mesquita está estilisticamente mais próxima das estruturas religiosas da Arábia do que das da África Ocidental. O edifício é visível a partir de grande parte da cidade e de vez em quando é aberta a visitas de turistas.